# Ousmane Sembène
Ousmane Sembène (Ziguinchor, 1º gennaio 1923 – Dakar, 9 giugno 2007) è stato uno scrittore e regista senegalese.
Viene considerato tra i più grandi autori e cineasti della cultura africana. La sua formazione letteraria è quella di un autodidatta e l'incontro con la cultura francese avviene piuttosto tardi. All'opera di narratore egli ha affiancato quella di cineasta affrontando, in ambedue i casi, il tema delle tradizioni, dei costumi, dei legami, delle culture animistiche che sono andate perdute in Africa causando una perdita di identità che costituisce l'ostacolo più grande da sormontare per la sua rinascita dopo il colonialismo.

## Biografia
Nato da una famiglia di pescatori nella zona della Casamance in Senegal, non segue corsi di studio regolari a causa dell'indigenza della famiglia. Il padre, pescatore, si era separato dalla moglie pochi anni dopo la sua nascita. Sembène viene affidato al fratello maggiore della madre, Abdou Rahmane Diop, uno dei primi insegnanti della zona, e frequenta la scuola primaria. Nel 1937 prende a schiaffi il direttore del suo istituto, di origine francese, che pretendeva di insegnare il dialetto corso ai ragazzini senegalesi: viene immediatamente cacciato.
A quindici anni comincia così a lavorare a Dakar, prima come meccanico, poi l'anno successivo come muratore. Inizia a frequentare le poche sale cinematografiche della capitale gratuitamente, grazie a piccoli espedienti (dichiarerà di essere stato folgorato in gioventù dalla visione di Olympia di Leni Riefenstahl); si avvicina temporaneamente alla religione musulmana.
Nel 1940 rimane molto colpito dalla sconfitta della Francia; arruolato nelle truppe coloniali francesi nel 1942 come artigliere, combatte in Africa e in Europa. Comincia confusamente a interessarsi di politica, simpatizzando per il generale De Gaulle.
Dopo la guerra si ritrova a Dakar, ascolta i discorsi anti-assimilazionisti di Lamine Guèye e riceve le prime nozioni di marxismo da parte di alcuni professori comunisti arrivati nella capitale. Trova impiego come ferroviere e partecipa agli scioperi della tratta Dakar-Niger nell'inverno del 1947. L'anno dopo si imbarca clandestinamente per la Francia: trova lavoro alla Citroën di Parigi e, tre mesi dopo, a Marsiglia come portuale. Qui il giovane incontra la cultura di stampo anticolonialista, si iscrive al Partito comunista e milita nel movimento sindacale della Cgt (la Cgil francese). Nel 1950 è uno degli animatori del blocco, durato tre mesi, delle navi che imbarcavano armi per la guerra in Indocina. Partecipa attivamente alla vita della locale comunità africana e si iscrive al Partito Comunista Francese; si appassiona di letteratura africana e négritude grazie ad alcuni libri letti avidamente nella biblioteca del sindacato. Soggiorna spesso in Danimarca a causa di una relazione sentimentale; comincia a scrivere poemi e a dipingere.
“Da nessuna parte si riusciva a trovare la descrizione di un africano responsabile del suo destino. È questo che mi ha fatto rivoltare, mi ha spinto a scrivere” .
Dal 1956 vengono pubblicati i suoi primi romanzi. Sembène viaggia in U.R.S.S., Cina e Vietnam del nord. Conosce numerosi intellettuali: tra i molti Jean Paul Sartre, Paul Éluard, Aimé Césaire e Mongo Beti.
Dopo dodici anni di permanenza in Europa, negli anni sessanta torna in Africa e si accorge che la letteratura è poco seguita dal suo popolo, analfabeta all'80%. Si rende conto della potenza della settima arte e comincia a scrivere a Jean Rouch, in Canada, negli Stati Uniti, in Polonia, in Cecoslovacchia e in U.R.S.S. per poter ricevere una formazione cinematografica. Riceve una risposta dall'Unione Sovietica. Nel 1961 arriva a Mosca, dove passerà dieci mesi come stagista nei prestigiosi studi Gorkï, accanto ai registi Marc Donskoï e Sergei Guerassimov.
Nel 1970, dopo la liberazione del Senegal, Ousmane torna definitivamente a vivere a Dakar, dove comincia a fare cinema.
È deceduto nella sua abitazione ad 84 anni, a seguito di una lunga malattia che negli ultimi mesi di vita non gli aveva dato tregua.

## Cinema
Sembène Ousmane comincia a fare cinema a quarant'anni. Nel corso della sua carriera di autore letterario e cinematografico ha sempre mantenuto costante l'idea di arte come mezzo rivoluzionario di comunicazione con le masse. Al Festival di Cannes 2004 chiede a una addetta se ha l'ultimo numero di Variety. Lei si stupisce: "Leggete Variety"? "Non è per me. Non leggo mai le critiche dei miei film, ma per la mia biblioteca. A Dakar ho una grande biblioteca e la gente che non ha denaro per comprare dei libri o dei giornali viene a leggerli da me".
Nel 1962 dopo L'Empire Songhai, andato perduto, gira per le strade di Dakar Borom Sarret, storia di un carrettiere in cerca di denaro. Nel 1963 fonda la casa di produzione cinematografica Doomirew, che in wolof significa “Figli del paese”.
I lavori di scrittore e di cineasta spesso si intersecano, e gli scritti diventano film. Così nel 1964 usciranno Le Mandat e Vehi Ciosane. Da quest'ultima novella, che tratta di un caso di incesto che coinvolge un capovillaggio autoritario, sarà tratto il cortometraggio Niaye.
Nel 1966 Sembène passa alla storia come autore del primo lungometraggio africano, La nera di... (La noire de..), ritratto del disadattamento di una domestica senegalese immigrata in Costa Azzurra per lavoro.
Durante i due anni successivi Sembène viaggia per l'Europa, è membro della giuria del festival di Cannes ('67) e di Mosca ('68); si sposa.
Nel 1968 realizza il suo primo film a colori e il primo film africano interamente parlato in wolof (Le Mandat), che viene presentato fuori concorso al festival di Venezia.
Nel 1969 ridiventa muratore, questa volta per ingrandire la sua casa a Yoff, e si installa definitivamente in Senegal. Per i due anni successivi si dedicherà alla letteratura, pur non tralasciando il cinema: viene eletto presidente dell'associazione dei cineasti africani, la Fepaci (Fedération Panafricaine des Cinéastes) e partecipa intensamente alle attività del Festival Panafricain du Cinéma de Ouagadougou (Fespaco). La Fepaci raggruppava 250 persone tra cineasti e tecnici del cinema e della televisione. La prima fase del gruppo fu radicale nelle intenzioni: il segretario generale - il senegalese Ababacar Samb Makharam - e lo stesso Ousmane si batterono per la creazione di nuove strutture all'interno delle quali si poteva formare un nuovo pubblico, abituarlo a un nuovo sguardo. Infatti il problema delle aspettative degli spettatori era all'ordine del giorno, dal momento che l'educazione cinematografica era in uno stato drammatico. Al di là delle rare sale d'essai e dei cineclub, il cui sviluppo fu una prerogativa dell'azione della Fepaci, il pubblico era a tal punto assuefatto dal cinema d'azione di serie B americano, che pensava che i cineasti africani "non sapevano ancora fare dei film".
In quegli anni è in corso una battaglia per creare un cinema realmente africano, slegato dagli aiuti europei e dallo sfruttamento da parte di società estere delle sale e della distribuzione. Si instaura un dialogo tra i membri della Fepaci e il governo del Senegal per una politica di sviluppo delle arti cinematografiche.
Dopo aver realizzato due film per la televisione svizzera e francese sui problemi del lavoro e della poligamia, nel 1970 uscirà Taw, pellicola commissionata dal “National Council of the Christ” americano, che affronta temi d'attualità, come la disoccupazione e il lavoro nero negli ambiti giovanili. Nel 1971 ritorna nella sua terra natale, la Casamancia, per girare Emitaï, il suo primo film storico, basato su un fatto realmente avvenuto durante la seconda guerra mondiale.
Gli anni settanta sono un buon periodo per Sembène: riuscirà infatti a trovare agevolmente i finanziamenti per altri due lungometraggi: Xala (1974), storia della disfatta di un corrotto uomo d'affari nel Senegal post-colonialista; e Ceddo (1976), complessa metafora sulla presa del potere di un'élite musulmana in un villaggio animista nel XVII secolo.
Gli anni ottanta sono anni di crisi. La produzione di film africani, salvo rare eccezioni, diminuisce. Sembène si avventura in una superproduzione (Samori) su un celebre capo mandingo che unificò tutto l'ovest africano resistendo vittoriosamente agli eserciti francese e inglese. Il film non verrà mai terminato a causa di mancanza di fondi.
Nel 1987 realizza, insieme a Thierno Faty Sow, Campo di Thiaroye, film storico sul massacro dei fucilieri senegalesi - di ritorno dalla guerra nel '44 - da parte dell'esercito francese. La pellicola ottenne il premio della giuria al festival di Venezia ma, a causa di motivi politici, non uscì in Francia, compromettendone il successo finanziario.
Guelwaar (1992), tratta il tema spinoso del rapporto tra la minoranza cristiana e i musulmani nel Senegal contemporaneo, condannando allo stesso tempo la politica assistenzialista degli stati occidentali.
Dopo 8 anni Sembène torna sul set con Faat Kiné, film a basso costo su un'intraprendente donna di mezz'età senegalese. È il primo capitolo della trilogia “l'eroismo al quotidiano” (titolo anche di un corto uscito nel 1999), continuata nel 2003 con Mooladé, storia dell'opposizione di una donna alla tradizionale pratica dell'escissione del clitoride (mutilazione genitale femminile), che colpisce le bambine in molte comunità rurali africane. Il film ha vinto la Quinzaine des réalizateurs a Cannes 2004.
In Italia Moolaadé è stato presentato in anteprima il 14 marzo 2005 al Festival del cinema africano, d'Asia e America Latina di Milano. Grazie all'appoggio di molte associazioni, tra cui Amnesty International, nel 2006 è uscito in sala anche in Italia, distribuito dalla Lucky Red. Il film è stato anche edito in DVD dalla Feltrinelli e ha ottenuto il prestigioso premio Nonino nell'edizione del 2007.

## Poetica
Il cinema di Ousmane Sèmbene è indubbiamente legato alla storia e alle riflessioni sull'uomo e sulla politica. La grande forza carismatica dell'autore e regista, i suoi contatti diretti con la gente comune e la sua personale esperienza di vita traspaiono chiaramente nelle sue opere cinematografiche. Sin dagli esordi, con Borom Sarret e Empire Songhai nel 1963, l'autore restituisce un'immagine dell'Africa profondamente diversa da quella stereotipata del cinema esotico occidentale. I suoi personaggi non sono mai eroi d'azione, ma piuttosto gente comune che lotta e rivendica propri diritti, contestando il potere.
Niaye del 1964, riscontra anch'esso un notevole successo: la storia, ambientata in un villaggio africano, è quella di una comunità che sta perdendo i suoi valori e che mostra evidentemente i disagi legati all'amministrazione coloniale francese. Si tratta di un soggetto tratto dalla sua opera letteraria, in particolare dalla raccolta di racconti Véhi-Ciosane. Il rapporto tra cinema e letteratura è molto presente nella storia del cinema africano. In questo cortometraggio, Sembène intraprende il suo percorso d'indagine che vedrà sempre più spesso come protagoniste assolute le donne e le tematiche della poligamia e del ruolo sociale; l'esempio più noto è senz'altro La noire de..., anch'esso tratto da un suo romanzo. Se questi lavori si caratterizzano per la capacità del regista di rendere gli effetti luminescenti del bianco e nero, Mandabi è il primo film a colori: l'aspetto cromatico influenzerà molto l'opera di Sembène. Anche in questo caso, il soggetto è tratto da un suo romanzo che racconta le vicende di un complotto ordito nei confronti di un disoccupato con due mogli e sette figli che riceve un vaglia che potrebbe cambiare la sua vita e quella dei suoi familiari. Al centro del cineocchio di Sembène c'è dunque la realtà urgente dell'Africa, le dinamiche grottesche e ambigue della società nel primo periodo dell'indipendenza dai paesi coloniali europei.
Emitaï (1971 letteralmente, Dio del tuono) è il primo film che non trae spunto da un'opera letteraria ma si concentra sul momento storico preciso che vede, nel corso della seconda guerra mondiale, la ribellione da parte degli abitanti dei villaggi diola verso l'esercito francese accusato di saccheggiare riso e armenti ma soprattutto uomini da arruolare. Il film, girato in Casamance nei dintorni di Diembéring vuole essere un omaggio "all'eroina senegalese An Sitoë che durante la seconda guerra mondiale ha condotto la lotta contro le truppe coloniali venute a requisire nel suo villaggio cinquanta tonnellate di riso, circa trenta chili per persona. Facendo delle ricerche mi sono reso conto che la leggenda era un po' troppo bella, sono stato irritato dal misticismo di An Sitoë. Così l'ho scartata da soggetto principale. Ma ho conservato l'idea di girare dal popolo Dioula". La rappresentazione, pur essendo avvolta nella dimensione del rito e della tradizione, non trascura affatto le importanti connotazioni storiche e di denuncia sociale. Questo percorso nella storia continua con un altro lungometraggio epico e tragico, Camp de Thiaroye (1987 in collaborazione con Thierno Faty Sow) in cui Sembène ritorna al tema storico-politico, raccontando questa volta del disagio e dello scontro tra gerarchie militari alla periferia di Dakar: i protagonisti sono i corpi e le voci stralunati degli attori, fatalmente inconsapevoli di ciò che accade intorno a loro.
La satira al potere è un'altra caratteristica della poetica cinematografica di Sembène, ben rappresentata in Xala (1975) e in Ceddo (1977): nel primo il protagonista, El Hadji, rampollo della nuova borghesia africana e membro della Camera di Commercio di Dakar, viene colpito da una grave forma di impotenza sessuale. Attraverso questo espediente, il regista descrive la dimensione maschile in maniera surreale ed estrema: l'impotenza devasta completamente la vita del protagonista che viene ripudiato dalle mogli e perde il lavoro e la posizione di prestigio ad esso associata. Esasperato e confuso, Hadji decide di sottoporsi ad un rituale terapeutico di inversione: nell'ultima sequenza, il suo corpo viene ricoperto dagli sputi di lebbrosi, mendicanti ed infermi e il suo viso imprigionato dalla camera da presa. In Ceddo, il potere si confronta con la religione. Per le culture woolof, serère e pular essere ceddo significa aver mantenuto l'assoluta libertà, essere un guerriero, talvolta mercenario, che si batte per case giuste e onorevoli. Il film vuole raccontare questa realtà appartenente ormai ad un'epoca passata. Guelwaar del 1992 è una denuncia chiara e decisa raccontata sotto forma di "favola africana del ventesimo secolo": la storia della salma contesa tra cattolici e musulmani viene costruita attraverso le testimonianze dei parenti, degli amici, fornendo un ritratto via via sempre più ampio della condizione identitaria attuale per le culture africane, per cui è arrivato il momento di fare i conti con il passato e con l'Occidente.
Anche il recente Moolaadé racconta la storia di una resa di conti e di un'Africa in cambiamento, alle prese con la sua quotidianità in cui s'intersecano passato e futuro.

## Pubblicazioni
- Ousmane Sembène, Il fumo della savana, Lavoro, 1991.
- Ousmane Sembène, La nera di..., traduzione di Lucia Cenerini, collana La memoria, Sellerio, 1991,  p. 163.

## Filmografia
- Borom Sarret - cortometraggio (1963)
- L'Empire sonhrai - cortometraggio documentario (1963)
- Niaye - cortometraggio (1964)
- La nera di... (La noire de...) (1966)
- Il vaglia (Mandabi) (1968)
- Il primogenito (Tauw) - cortometraggio (1970)
- Emitaï, Dio del tuono (Emitaï) (1971)
- L'Afrique aux Olympiades - cortometraggio documentario (1972)
- Basket africain aux J. O. du Münich R.F.A. - cortometraggio documentario (1972)
- Xala (1975)
- Ceddo (1977)
- Campo Thiaroye (Camp de Thiaroye), co-regia di Thierno Faty Sow (1988)
- Guelwaar (1992)
- Faat Kiné (2000)
- Moolaadé (2004)